# Синиш (приход)
Синиш (порт. Sines) — приход (фрегезия) в Португалии, входит в округ Сетубал. Является составной частью муниципалитета Синиш. По старому административному делению входил в провинцию Байшу-Алентежу. Входит в экономико-статистический субрегион Алентежу-Литорал, который входит в Алентежу. Население составляет 12 461 человек на 2001 год. Занимает площадь 150,24 км².